# Olga Mukomol
Olga Mukomol (aussi appelée Olha ; ukrainien : Ольга Мукомол), née le 13 mars 1979 à Bila Tserkva, est une ancienne nageuse ukrainienne.

## Carrière
Lors des Championnats d'Ukraine de 1999, elle est médaillée d'or sur le 50 m nage libre en 26 s 25, médaillée d'argent sur le 100 m nage libre en 57 s 49 et de bronze sur le 200 m nage libre en 2 min 06 s 92.
Participant aux Jeux olympiques de 2000, elle nage le 50 m, le 100 m nage libre ainsi que le relais 4 × 100 m nage libre. Elle ne dépasse pas le stade des qualifications sauf sur le 50 m nage libre où elle termine 7e de sa demi-finale. Aux Championnats d'Europe, elle remporte une médaille de bronze sur le 50 m nage libre en 25 s 54 derrière la Suédoise Therese Alshammar et la Néerlandaise Wilma van Rijn.
Aux Jeux d'Athènes, Olga Mukomol ne dépasse pas le stade des séries sur les trois courses où elle est engagée : 50 m nage libre, 100 m nage libre et 4 x 100 4 nages. La même année, elle établit le record d'Ukraine du 50 m nage libre en 25 s 31 lors d'une compétition à Zaporijjia. Son record n'est battu que 5 ans plus tard par Darya Stepanyuk.